# Mimaletis postica
Mimaletis postica là một loài bướm đêm trong họ Geometridae.